# Our Song
Our Song är den tredje singeln från countrypopsångerskan Taylor Swifts självbetitlade album. Låten släpptes till radio den 22 augusti 2007, och blev Taylors första #1-hit på Countrylistan i december 2007. Det gör henne till den yngsta artisten någonsin att skriva en #1-hit till en countrylista.
Taylor skrev låten för en talangjakt i nionde klass. Hon skrev på hennes MySpace-sida att den släpptes som singel på grund av reaktionerna hon fick från fans vid både hennes spelningar och online. Hon påpekade också att det var en av hennes mest sålda låtar på iTunes.
Låten släpptes även som den andra singeln från albumet Fearless i Italien under 2009.

## Listplaceringar
| Singellista (2007/2008)                  | Topplacering |
| ---------------------------------------- | ------------ |
| U.S. Billboard Hot Country Songs         | 1            |
| U.S. Billboard Hot 100                   | 16           |
| U.S. Billboard Pop 100                   | 24           |
| U.S. Billboard Top Hot 100 Hits of 2008  | 41           |
| Canadian Radio & Records Country Singles | 1            |
| Italienska singellistan                  | 54           |
| Canadian Hot 100                         | 30           |